# RP-1 (nhiên liệu tên lửa)

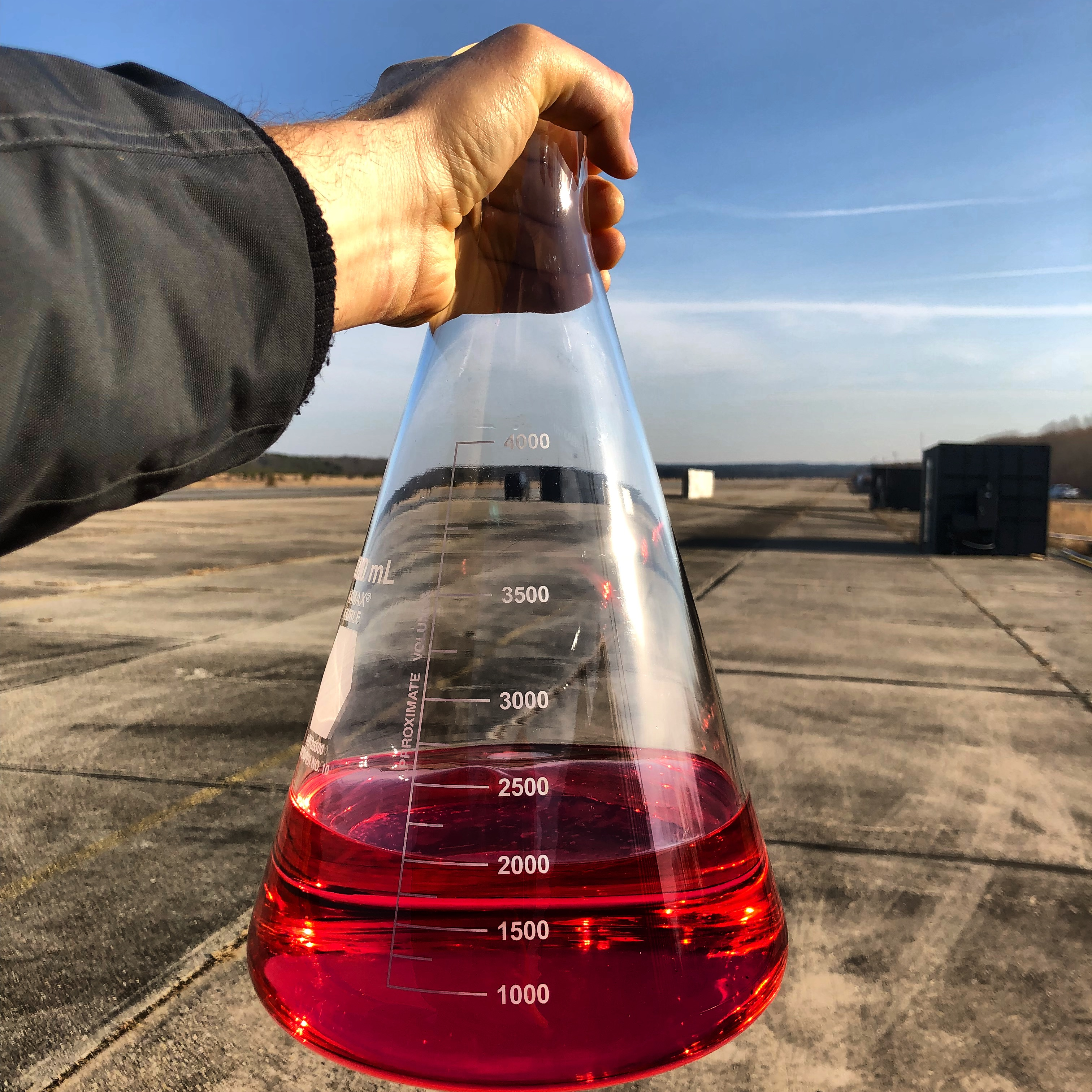
Khoảng 2 L nhiên liệu RP-1

RP-1 (hay Rocket Propellant-1 hoặc Refined Petroleum-1) là một loại nhiên liệu tinh chế từ kerosene (gần giống như nhiên liệu phản lực) được sử dụng là nhiên liệu tên lửa. RP-1 cung cấp xung lực đẩy riêng thấp hơn Hydro lỏng (LH2), nhưng nó rẻ hơn, ổn định trong nhiệt độ phòng, và có tính nhạy nổ thấp hơn. RP-1 có mật độ cao hơn nhiều so với Hydro lỏng LH2, khiến cho nó có mật độ năng lượng lớn hơn (mặc dù năng lượng riêng của nó thấp hơn). RP-1 cũng là một chất độc hại và có tính gây ung thư giống như hydrazine, một nhiên liệu khác cũng ở dạng lỏng ở nhiệt độ phòng.

## Lịch sử ra đời

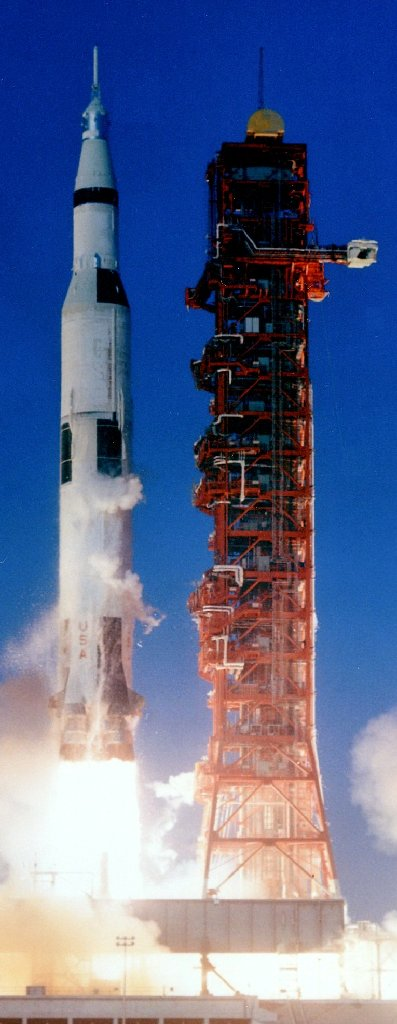
Tên lửa Saturn V trong sứ mệnhApollo 8, mang theo 810.700 lit nhiên liệu RP-1; 1.311.100 lít chất oxy hóa Oxy lỏng

RP-1 là loại nhiên liệu được sử dụng trong tầng đẩy phụ trợ của tên lửa Soyuz, tên lửa Zenit, Delta I-III, dòng tên lửa đẩy Atlas, tên lửa Falcon, tên lửa Antares, và tên lửa Tronador. RP-1 cũng là loại nhiên liệu được sử dụng trong tầng đẩy đầu tiên của tên lửa Energia, Titan I, Saturn I và IB, và Saturn V. Cơ quan Tổ chức nghiên cứu không gian Ấn Độ (ISRO) cũng phát triển động cơ sử dụng RP-1 cho các tên lửa trong tương lai của Ấn Độ.

### Phát triển
Trong và ngay sau Thế chiến II, rượu (chủ yếu là ethanol, đôi khi là methanol) đã được sử dụng làm nhiên liệu cho các động cơ tên lửa nhiên liệu lỏng. Đặc tính nhiệt bay hơi cao của nhiên liệu giúp cho bộ phận làm mát tuần hoàn của động cơ không bị nóng chảy, đặc biệt là đối với các loại cồn chỉ chứa vài phần trăm nước. Người ta nhận ra rằng các nhiên liệu gốc hydrocarbon sẽ giúp tăng hiệu suất của động cơ, do có mật độ cao hơn một chút.
Nhiều loại tên lửa sử dụng nhiên liệu là kerosene, nhưng do thời gian đốt nhiên liệu, hiệu suất đốt nhiên liệu và áp suất buồng đốt tăng lên, khối lượng động cơ giảm xuống, dẫn đến nhiệt độ động cơ không thể kiểm soát được. Dầu hỏa thô được sử dụng làm chất làm mát có xu hướng phân ly (hóa học) và trùng hợp hóa. Các sản phẩm phản ứng nhẹ dưới dạng bọt khí gây ra hiện tượng rỗ bọt khí, trong khi các sản phẩm phản ứng nặng hơn ở dạng cặn sáp làm tắc các đường dẫn làm mát của động cơ. Kết quả là làm tăng nhiệt độ trong động cơ, làm đẩy mạnh thêm phản ứng trùng hợp làm tăng tốc độ phân hủy, gây ra vỡ thành động cơ hoặc các lỗi cơ học khác. Giữa những năm 1950, các nhà thiết kế tên lửa đã nhờ đến các kỹ sư hóa học để tạo ra một loại hydrocarbon chịu nhiệt, kết quả là RP-1 ra đời.
Trong những năm 1950, LOX (oxy lỏng) đã trở thành chất oxy hóa được ưu tiên sử dụng với nhiên liệu RP-1 mặc dù các chất oxy hóa khác cũng đã được sử dụng.

## Công thức
Điều đầu tiên, các hợp chất chứa sulfur bị loại bỏ ra khỏi nhiên liệu hóa thạch nhờ quá trình Hydrodesulfurization. Ở nhiệt độ cao, lưu huỳnh và các hợp chất chứa lưu huỳnh tấn công kim loại. Ngoài ra ngay cả một lượng nhỏ lưu huỳnh cũng làm tăng phản ứng trùng hợp.
Anken và chất thơm được giữ ở hàm lượng rất thấp. Các hydrocarbon không no này có xu hướng trùng hợp không chỉ ở nhiệt độ cao mà còn trong thời gian dài bảo quản. Do không có các hydrocarbon nhẹ, RP-1 có điểm cháy cao và ít xảy ra cháy nổ nguy hiểm hơn so với xăng, nhiên liệu phản lực và diesel.
RP-1 được sản xuất từ dầu mỏ có nguồn gốc chất lượng cao, điều này làm gia tăng giá thành của RP-1. Các thông số kỹ thuật của RP-1 được ghi lại trong MIL-R-25576, các tính chất hóa-lý của RP-1 được mô tả trong NISTIR 6646.
Nhiên liệu kerosene được sử dụng trong tên lửa Liên Xô rất giống với RP-1 và được định danh là T-1 và RG-1. Mật độ của nó cao hơn 0,82 đến 0,85 g/ml, so với RP-1 là 0,81 g/ml. Liên Xô đã tổng hợp được loại kerosene có mật độ cao hơn bằng cách hạ thấp nhiệt độ kerosene. Phiên bản cuối cùng của tên lửa Falcon 9-"Falcon 9 Full Thrust", cũng có khả năng hạ thấp nhiệt độ của nhiên liệu RP-1 xuống −7 °C, giúp tăng mật độ của RP-1 lên 2,5–4%.

## So sánh với các nhiên liệu khác
| LOX/kerosene              | LOX/kerosene |
| ------------------------- | ------------ |
| Isp at sea level          | 220–265 s    |
| Isp in vacuum             | 292–309 s    |
| Oxidizer-to-fuel ratio    | 2.56         |
| Density (g/mL)            | 0.81–1.02    |
| Heat capacity ratio       | 1.24         |
| Temperature of combustion | 3,670 K      |

Về hóa học, nhiên liệu hydrocarbon có hiệu suất thấp hơn nhiên liệu hydrogen vì hydrogen giải phóng nhiều năng lượng hơn với cùng một khối lượng nhiên liệu trong buồng đốt, giúp cho động cơ có vận tốc khí xả lớn hơn. Điều này, một phần nào đó, là do khối lượng nguyên tử carbon lớn hơn so với nguyên tử hydro. Động cơ nhiên liệu hydrocarbon cũng thường tốn nhiều nhiên liệu, sản phẩm khí cháy có cả CO thay vì CO2 do không đốt cháy hoàn toàn nhiên liệu. Một số động cơ tên lửa của Nga cũng sử dụng bơm tăng áp để đốt trước nhiên liệu bằng khí giàu Oxy tuy nhiên vẫn tốn nhiều nhiên liệu cho buồng đốt chính. Cuối cùng, động cơ kerosene sản sinh Isp từ 270 đến 360 s, trong khi động cơ hydrogen đạt tới 370 đến 465 s.
Khi động cơ dừng hoạt động, nhiên liệu nạp bị ngắt đột ngột, trong khi động cơ vẫn còn nóng. Lượng nhiên liệu tồn dư sẽ có thể bị polymer hóa, hoặc thậm chí là carbon hóa tại các bộ phận có nhiệt độ cao trong động cơ. Thậm chí nhiên liệu nặng có thể tạo thành cặn dầu mỏ, như có thể thấy trong các thùng chứa xăng, dầu diesel hoặc nhiên liệu phản lực tích trữ lâu ngày. Động cơ tên lửa vốn chỉ có tuổi thọ vài phút thậm chí vài giây, nên các cặn này chưa kịp hình thành. Tuy nhiên động cơ tên lửa cần được bảo dưỡng và thay thế nhiên liệu thường xuyên.
Mặt khác, dưới áp suất buồng đốt 1.000 psi (7 MPa), kerosene có thể tạo ra các cặn bẩn trong vòi phun và đáy buồng đốt. Lớp cặn này tạo thành lớp cách nhiệt và làm giảm dòng nhiệt vào thành động cơ tới gần một nửa. Tuy nhiên, hầu hết các động cơ hiện nay đều có áp suất buồng đốt cao hơn nên đây không phải là một ảnh hưởng đáng kể.
Các động cơ sử dụng nhiên liệu hydrocarbon nặng hiện nay đang thay thế thành phần nhiên liệu và chu trình vận hành mới để đốt cháy nhiên liệu tối đa, làm mát tốt hơn, Một số loại động cơ đã chuyển sang sử dụng các hydrocarbon nhẹ như methane và propane. Các sản phẩm phân hủy của methane và propane cũng là chất khí, với ít khả năng xảy ra phản ứng trùng hợp và ít lắng đọng hơn nhiều.
Áp suất hơi thấp của kerosene tạo ra sự an toàn cho các nhân viên mặt đất. Tuy nhiên khi tên lửa bay, cần phải có hệ thống điều áp cho bể chứa kerosene khi nó cạn kiệt. Người ta thường sử dụng bể chứa khí trơ áp suất cao hoặc chất lỏng áp suất cao, như nitrogen hay helium. Điều này làm tăng thêm chi phí và trọng lượng. Các chất đẩy siêu lạnh hoặc chất đẩy dễ bay hơi nói chung không cần hệ thống tạo áp suất riêng như kerosene. Thay vào đó, các chất đẩy giãn nở do nhiệt động cơ, làm chất khí có tỷ trọng thấp và đưa trở lại bình chứa.
RP-1 có những hạn chế do phạm vi sử dụng cho tên lửa đẩy là rất nhỏ, so với các nhiên liệu thông thường dùng cho dân sự. Bên cạnh đó, các cơ sở sản xuất nhiên liệu này cũng có hạn. Do đó các kỹ sư thiết kế động cơ tên lửa cố gắng áp dụng nhiên liệu thông thường lên động cơ tên lửa như nhiên liệu máy bay phản lực, hoặc thậm chí là dầu diesel.
Bất kỳ loại nhiên liệu gốc hydrocarbon nào cũng sẽ tạo ra khí thải ô nhiễm hơn nhiều so với nhiên liệu là hydro. Cả nhiên liệu gốc hydrocarbon và nhiên liệu gốc hydro đều tạo ra khí thải oxit nitơ (NOx), do nhiệt độ khí thải động cơ là hơn 1600 °C (2900 °F) sẽ kết hợp nitơ (N2) và oxy (O2) có sẵn trong bầu khí quyển, để tạo ra các oxit nitơ.

## Nhiên liệu tương tự RP-1
Robert H. Goddard ban đầu chế tạo các tên lửa sử dụng xăng.
Trong khi RP-1 vẫn còn đang được phát triển, Rocketdyne đã thử nghiệm nhiên liệu diethyl cyclohexane. Nhưng các nghiên cứu không hoàn tất trước khi công việc phát triển tên lửa Atlas và Titan I (được thiết kế để sử dụng RP-1) được tiến hành. Do đó RP-1 được sử dụng làm nhiên liệu hydrocarbon tiêu chuẩn cho tên lửa.
Công thức nhiên liệu tên lửa của Liên Xô đã được nhắc đến bên trên, ngoài ra, Liên Xô đã từng sử dụng syntin (tiếng Nga: синтин), một loại nhiên liệu năng lượng cao. Syntin chính là 1-methyl-1,2-dicyclopropyl cyclopropane (C
10H
16). Người Nga, thay vì sử dụng RP-1 trên tên lửa Soyuz-2, họ đã chuyển sang sử dụng "naftil" hoặc "naphthyl".
Người ta cũng nghiên cứu loại nhiên liệu RP-2. Khác biệt chính là nó có hàm lượng sulfur thấp hơn RP-1. Tuy nhiên, nó khá hiếm và đắt đỏ hơn RP-1.